# Allein

Ubicación del municipio de Allein en el Valle de Aosta.

Allein  es una localidad italiana de Valle de Aosta, con 261 habitantes.

## Evolución demográfica
| Gráfica de evolución demográfica de Allein entre 1861 y 2001 |
|                                                              |
| Fuente ISTAT - elaboración gráfica de Wikipedia              |